# Rhinocladiella fasciculata
Rhinocladiella fasciculata är en svampart som först beskrevs av V. Rao & de Hoog, och fick sitt nu gällande namn av Arzanlou & Crous 2007. Rhinocladiella fasciculata ingår i släktet Rhinocladiella och familjen Herpotrichiellaceae.   Inga underarter finns listade i Catalogue of Life.